# Blepisanis repetekensis
Blepisanis repetekensis är en skalbaggsart som först beskrevs av Semenov 1935.  Blepisanis repetekensis ingår i släktet Blepisanis och familjen långhorningar.
Artens utbredningsområde är:
- Kazakstan.
- Turkmenistan.

Inga underarter finns listade.